# Whytockia purpurascens
Whytockia purpurascens là một loài thực vật có hoa trong họ Tai voi. Loài này được Y.Z. Wang miêu tả khoa học đầu tiên năm 1995.